# Playa de Vistahermosa
La Playa de Vistahermosa está situada en el término municipal de El Puerto de Santa María (provincia de Cádiz, Andalucía, España). Recibe un turismo masivo, principalmente de Jerez de la Frontera y Sevilla. Enclavada en la costa oeste del término municipal. Su nombre geográfico es el de Playa de Santa Catalina, aunque ha sido renombrada recientemente por el nombre de las urbanizaciones litorales.
- Playa de Vistahermosa.
- Playa de El Buzo.
- Playa de El Cangrejo Rojo.
- Playa de Las Redes.
- Playa de El Ancla.

## Estructura

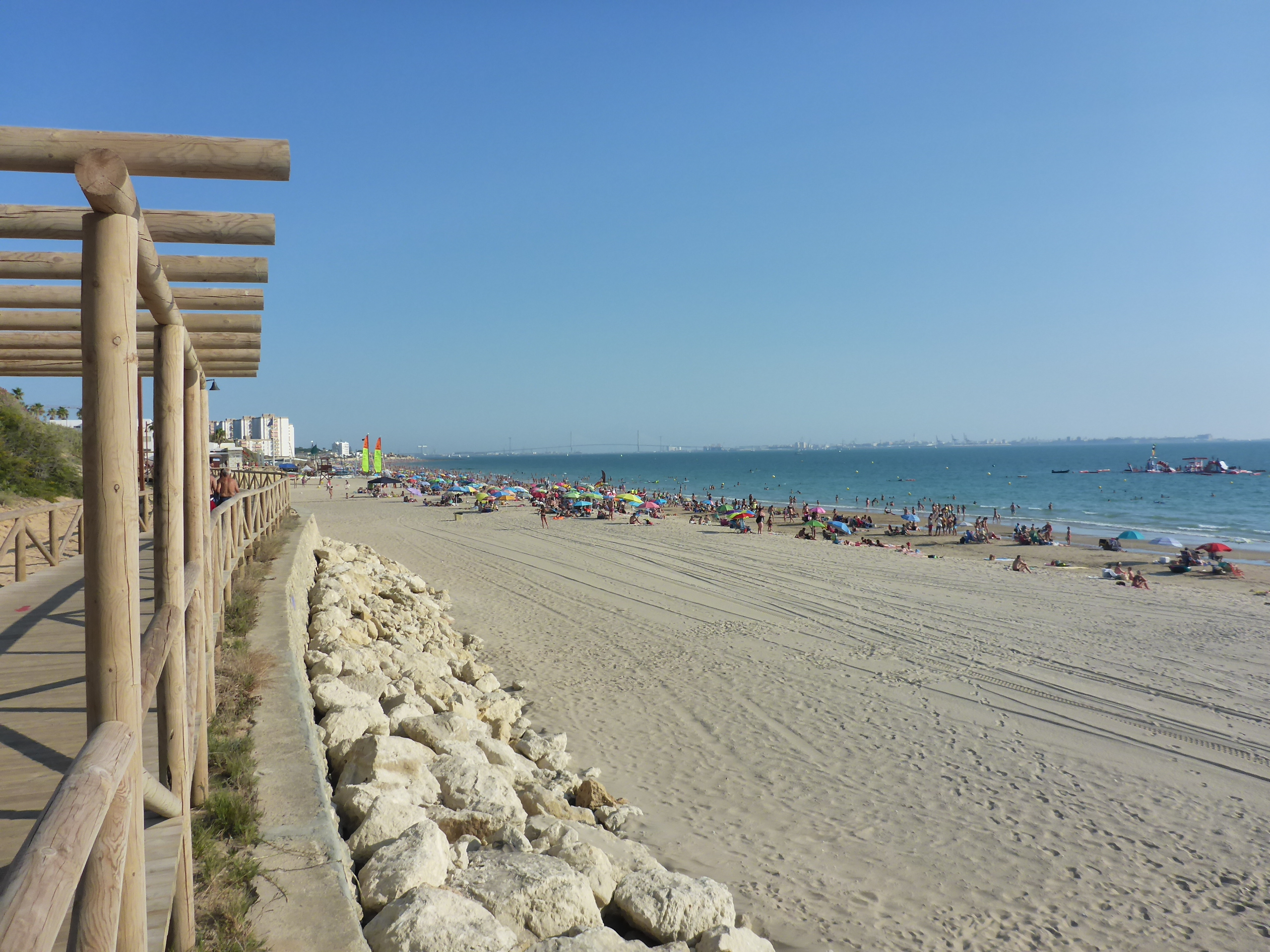
Paseo marítimo.

La descripción geológica sería de una playa de cordón y concha. Sin paseo marítimo hasta 2018, pero con múltiples accesos públicos a través de las urbanizaciones privadas litorales. Los servicios son idóneos, al igual que el acceso a través de la carretera a Rota. Existen numerosas residencias turísticas y apartamentos y chalet de veraneo, que hacen que la población de la zona se incremente exponencialmente.
La playa cuenta con un excelente clima para la práctica del windsurf y el kitesurf,  vistas directas a la ciudad de Cádiz, y olas procedentes del mar abierto. Algo más fría que el resto de las playas de la Bahía de Cádiz. Es un lugar de descanso y turismo de primera categoría.
- Longitud de la playa: 3100 m.
- Anchura media: 42 m.
- Pendiente media: 7 %
- Tipo de Arena: Arena fina – color dorada
- Dispositivos: Botiquines, embarcaciones de socorrismo, torretas de vigilancia, servicio higiénico-sanitarios, duchas y megafonía.